# Pimelia subglobosa
Pimelia subglobosa es una especie de escarabajo del género Pimelia, tribu Pimeliini, familia Tenebrionidae. Fue descrita científicamente por Pallas en 1781.
Se mantiene activa durante los meses de marzo, abril, mayo, junio, julio, agosto y septiembre.

## Descripción
Mide 17,5 milímetros de longitud.

## Distribución
Se distribuye por Grecia, Turquía, Ucrania, Rusia, Kirguistán, Bulgaria, Rumania y Líbano.